# Thin Lizzy (album)
| Recensione                        | Giudizio   |
| --------------------------------- | ---------- |
| AllMusic                          | [ 1 ]      |
| The New Rolling Stone Album Guide | [ 2 ]      |
| Sputnikmusic                      | 3.0 (Good) |
| Dizionario del Pop-Rock           | [ 4 ]      |
| 24.000 dischi                     | [ 5 ]      |

Thin Lizzy è il primo album in studio del gruppo di Hard Rock irlandese dei Thin Lizzy, pubblicato dalla casa discografica Decca Records nell'aprile del 1971.

## Tracce
Lato A
1. The Friendly Ranger at Clontarf Castle – 3:01 (Eric Bell, Phil Lynott)
2. Honesty Is No Excuse – 3:40 (Phil Lynott)
3. Diddy Levine – 7:02 (Phil Lynott)
4. Ray-Gun – 3:05 (Eric Bell)
5. Look What the Wind Blew In – 3:25 (Phil Lynott)

Lato B
1. Eire – 2:07 (Phil Lynott)
2. Return of the Farmer's Son – 4:13 (Brian Downey, Phil Lynott)
3. Clifton Grange Hotel – 2:28 (Phil Lynott)
4. Saga of the Ageing Orphan – 3:40 (Phil Lynott)
5. Remembering, Pt. 1 – 6:00 (Phil Lynott)

Edizione CD del 1990 (con i brani dell'EP New Day), pubblicato dalla Deram Records (Deram 820 528-2)
1. The Friendly Ranger at Clontarf Castle – 2:57 (Eric Bell, Phil Lynott)
2. Honesty Is No Excuse – 3:34 (Phil Lynott)
3. Diddy Levine – 6:52 (Phil Lynott)
4. Ray-Gun – 2:58 (Eric Bell)
5. Look What the Wind Blew In – 3:16 (Phil Lynott)
6. Eire – 2:04 (Phil Lynott)
7. Return of the Farmer's Son – 4:05 (Brian Downey, Phil Lynott)
8. Clifton Grange Hotel – 2:22 (Phil Lynott)
9. Saga of the Ageing Orphan – 3:39 (Phil Lynott)
10. Remembering Part I – 5:57 (Phil Lynott)
11. Dublin – 2:27 (Phil Lynott) – Bonus Track
12. Remembering Part 2 (New Day) – 5:06 (Phil Lynott, Eric Bell, Brian Downey) – Bonus Track
13. Old Moon Madness – 3:56 (Phil Lynott) – Bonus Track
14. Things Ain't Working Out Down at the Farm – 4:32 (Phil Lynott) – Bonus Track

Edizione CD del 2010 (rimasterizzato con ulteriori brani), pubblicato dalla Decca Records (984 447-7)
1. The Friendly Ranger at Clontarf Castle – 3:02 (Eric Bell, Phil Lynott)
2. Honesty Is No Excuse – 3:40 (Phil Lynott)
3. Diddy Levine – 7:06 (Phil Lynott)
4. Ray-Gun – 3:06 (Eric Bell)
5. Look What the Wind Blew In – 3:23 (Phil Lynott)
6. Eire – 2:07 (Phil Lynott)
7. Return of the Farmer's Son – 4:13 (Brian Downey, Phil Lynott)
8. Clifton Grange Hotel – 2:27 (Phil Lynott)
9. Saga of the Ageing Orphan – 3:40 (Phil Lynott)
10. Remembering (Part One) – 6:00 (Phil Lynott)
11. The Farmer – 3:37 (Phil Lynott) – Bonus Track - Single 'A' Side
12. Dublin – 2:26 (Phil Lynott, Brian Downey, Eric Bell) – Bonus Track - 'New Day' EP
13. Remembering (Part Two): New Day – 5:05 (Phil Lynott, Brian Downey, Eric Bell) – Bonus Track - 'New Day' EP
14. Old Moon Madness – 3:53 (Phil Lynott) – Bonus Track - 'New Day' EP
15. Things Ain't Working Out Down at the Farm – 4:29 (Phil Lynott) – Bonus Track - 'New Day' EP
16. Look What the Wind Blew In – 3:19 (Phil Lynott) – Bonus Track - 1977 Overdubbed & Remixed Version
17. Honesty Is No Excuse – 2:43 (Phil Lynott) – Bonus Track - 1977 Overdubbed & Remixed Version
18. Dublin – 2:29 (Phil Lynott, Brian Downey, Eric Bell) – Bonus Track - 1977 Overdubbed & Remixed Version
19. Things Ain't Working Out Down at the Farm – 3:58 – Bonus Track - 1977 Overdubbed & Remixed Version

## Formazione
- Phil Lynott - voce solista, basso, chitarra acustica
- Eric Bell - chitarra solista, chitarra a 12 corde
- Brian Downey - batteria, percussioni

Altri musicisti
- Ivor Raymonde - mellotron (brano: Honesty Is No Excuse)
- Eric Wrixon - tastiere (brano: The Farmer)
- Gary Moore - chitarra, tastiere (brani: Look What the Wind Blew In (1977 Overdubbed & Remixed Version), Dublin (1977 Overdubbed & Remixed Version) e Things Ain't Working Out Down at the Farm (1977 Overdubbed & Remixed Version))
- Midge Ure - voce, chitarra (brani: Dublin (1977 Overdubbed & Remixed Version) e Things Ain't Working Out Down at the Farm (1977 Overdubbed & Remixed Version))

Note aggiuntive
- Scott English - produttore
- Registrato il 4-9 gennaio del 1971 al Decca Studios di West Hampstead, Londra (Inghilterra)[10]
- Peter Rynston - ingegnere delle registrazioni
- Brian Tuite - referee
- David Wedgbury - fotografia copertina frontale album
- Jennifer Edwards - fotografia retrocopertina album[11]